# Élections régionales de 1971 en Rhénanie-Palatinat
Les élections régionales de 1971 en Rhénanie-Palatinat (en allemand : Landtagswahl in Rheinland-Pfalz 1971) se tiennent le 21 mars 1971, afin d'élire les 100 députés de la 7e législature du Landtag pour un mandat de quatre ans.
Le scrutin est marqué par une nouvelle victoire de la CDU, qui retrouve sa majorité absolue perdue huit ans plus tôt. Le ministre-président Helmut Kohl est alors investi pour un deuxième mandat.

## Contexte
Aux élections régionales du 23 avril 1967, la CDU du ministre-président Peter Altmeier échoue à retrouver sa majorité absolue. Elle rassemble en effet 46,7 % des suffrages exprimés, ce qui lui donne 49 sièges sur 100 à pourvoir.
Elle devance assez nettement le SPD de Hans König, qui arrive deuxième avec 36,8 % des voix et 39 parlementaires. Le FDP du ministre des Finances Hermann Eicher confirme sa position de troisième parti de Rhénanie-Palatinat en réunissant 8,3 % des voix, soit huit députés. Enfin, le scrutin est marqué par la percée du NPD néo-nazi de Fritz May, qui parvient à entrer à l'assemblée avec 6,9 % des exprimés, ce qui lui donne quatre élus.
Altmeier est ensuite investi pour un sixième mandat à la tête d'une « coalition noire-jaune » dans laquelle Eicher reste ministre des Finances.
Le 18 mai 1969, la CDU régionale indique qu'elle souhaite voir son président Helmut Kohl, président du groupe parlementaire, prendre la succession d'Altmeier, en fonction depuis presque 22 ans. Ce dernier s'efface donc et Kohl le remplace effectivement quatre jours plus tard, mettant un terme au plus long mandat consécutif d'un dirigeant de Land.

## Mode de scrutin
Le Landtag est constitué de 100 députés (en allemand : Mitglied des Landtags, MdL), élus pour une législature de quatre ans au suffrage universel direct et suivant le scrutin proportionnel de Hare.
Lors du scrutin, chaque électeur vote pour une liste de candidats présentée par un parti ou un groupe de citoyens dans sa circonscription, le Land en comptant un total de six dont la représentation varie entre 13 et 22 parlementaires.
Lors du dépouillement, l'intégralité des 100 sièges est répartie en fonction des voix attribuées aux partis, à condition qu'un parti ait remporté 5 % des voix au niveau du Land.

## Campagne

### Principales forces
| Parti | Parti                                                                              | Chef de file                           | Résultats de 1967          |
| ----- | ---------------------------------------------------------------------------------- | -------------------------------------- | -------------------------- |
|       | Union chrétienne-démocrate d'Allemagne Christlich Demokratische Union Deutschlands | Helmut Kohl (Ministre-président)       | 46,7 % des voix 49 députés |
|       | Parti social-démocrate d'Allemagne Sozialdemokratische Partei Deutschlands         | Wilhelm Dröscher                       | 36,8 % des voix 39 députés |
|       | Parti libéral-démocrate Freie Demokratische Partei                                 | Hermann Eicher (Ministre des Finances) | 8,3 % des voix 8 députés   |
|       | Parti national-démocrate d'Allemagne Nationaldemokratische Partei Deutschlands     | Fritz May                              | 6,9 % des voix 4 députés   |

## Résultats

### Voix et sièges
| Parti                             | Parti                                        | Voix      | Voix  | Sièges  | Sièges        | Sièges | Sièges | Sièges |
| Parti                             | Parti                                        | Votes     | %     | Députés | +/-           |        |        |        |
| --------------------------------- | -------------------------------------------- | --------- | ----- | ------- | ------------- | ------ | ------ | ------ |
|                                   | Union chrétienne-démocrate d'Allemagne (CDU) | 1 012 847 | 49,98 | 52      | 3             |        |        |        |
|                                   | Parti social-démocrate d'Allemagne (SPD)     | 821 350   | 40,53 | 42      | 3             |        |        |        |
|                                   | Parti libéral-démocrate (FDP)                | 120 444   | 5,94  | 6       | 2             |        |        |        |
|                                   | Parti national-démocrate d'Allemagne (NPD)   | 53 882    | 2,66  | 0       | 4             |        |        |        |
|                                   | Parti communiste allemand (DKP)              | 17 849    | 0,88  | 0       | en stagnation |        |        |        |
|                                   |                                              |           |       |         |               |        |        |        |
| Votes valides                     | Votes valides                                | 2 026 372 | 98,71 |         |               |        |        |        |
| Votes blancs et nuls              | Votes blancs et nuls                         | 26 536    | 1,29  |         |               |        |        |        |
| Total                             | Total                                        | 2 052 908 | 100   | 100     | en stagnation |        |        |        |
| Abstentions                       | Abstentions                                  | 531 677   | 20,57 |         |               |        |        |        |
| Nombre d'inscrits / participation | Nombre d'inscrits / participation            | 2 584 585 | 79,43 |         |               |        |        |        |